# La lección de tango
La lección de tango (del inglés: The Tango Lesson) en una película franco-germano-argentina de 1997 de la directora británica Sally Potter. Es una película semiautobiográfica protagonizada por Potter y Pablo Verón, sobre el tango argentino.
La película, una coproducción de Argentina, Francia, Alemania, Países Bajos y el Reino Unido, fue producida por Christopher Sheppard, en Gran Bretaña y Oscar Kramer en Argentina y fue rodada en su mayoría en blanco y negro en París y Buenos Aires. La banda sonora incluye Mi Buenos Aires querido de Carlos Gardel, Libertango de Astor Piazzolla, La yumba de Osvaldo Pugliese, entre otros temas.

## Reparto
- Sally Potter como Sally.
- Pablo Verón como Pablo.
- Morgane Maugran como Modelo roja.
- Géraldine Maillet como Modelo amarilla.
- Katerina Mechera como Modelo azul.
- David Toole como Diseñador de moda.
- George Yiasoumi como Fotógrafo.
- Michele Parent como Costurera.
- Claudine Mavros como Costurera.
- Monique Couturier como Costurera.
- Matthew Hawkins como Guardaespaldas.
- Simon Worgan como Guardaespaldas.
- Carolina Iotti como socio de Pablo.
- Zobeida como amigo de Pablo.
- Orazio Massaro como amigo de Pablo.
- Gustavo Naveira como Gustavo.
- Fabián Salas como Fabian.
- Carlos Copello como Carlos.
- María Noel como Ejecutiva
- Mariano Frúmboli

## Premios
Victorias
- Festival Internacional de Cine de Mar del Plata: Mejor Película, Sally Potter, 1997.
- National Board of Review: Reconocimiento Especial, por excelencia en rodaje, 1997.
- American Choreography Awards: American Choreography Award de logro sobresaliente en largometraje, Pablo Verón; 1998.

Candidaturas
- Academia Británica de las Artes Cinematográficas y de la Televisión: Premio BAFTA, Mejor Película, no en el Idioma inglés, 1998.